# Laelapia notata
Laelapia notata är en fjärilsart som beskrevs av Butler 1879. Laelapia notata ingår i släktet Laelapia och familjen björnspinnare. Inga underarter finns listade i Catalogue of Life.